# Enkele niet-overdraagbare stem
De enkele niet-overdraagbare stem (ook bekend onder de Engelse term single non-transferable vote (SNTV)) is een kiesstelsel, waarbij kiezers één stem kunnen uitbrengen voor minimaal twee te verkiezen kandidaten.
De enkele niet-overdraagbare stem behoort tot de personenstelsels. Personen stellen zich individueel kandidaat en staan dus niet op een door een politieke partij samengestelde kandidatenlijst. Hoewel de formele rol van politieke partijen afwezig is, kunnen ze wel actief zijn door de verkiezingscampagne van bepaalde kandidaten te ondersteunen.
Omdat kandidaten formeel individueel verkozen worden, kan dit kiesstelsel niet tot de evenredige vertegenwoordiging worden gerekend. Wel zorgt dit stelsel voor vertegenwoordiging van minderheden, waarbij net als bij evenredige vertegenwoordiging geldt dat de kans op minderhedenvertegenwoordiging groter wordt naarmate er meer zetels te verkiezen zijn.

## Tactisch nomineren
Vanuit het standpunt van politieke partijen bekeken, is de ondersteuning van kandidaten een tactisch spel omdat in dit stelsel stemmen niet overdraagbaar zijn aan andere kandidaten. Idealiter haalt iedere kandidaat van een bepaalde politieke partij net voldoende stemmen om verkozen te worden, zodat er geen stemmen worden 'verspild'. De partij zal er dan ook naar streven om precies evenveel kandidaten te nomineren als dat ze normaal gesproken kan winnen. Als een partij te veel kandidaten nomineert, kan dat betekenen dat geen enkele kandidaat voldoende stemmen haalt, waardoor de partij geen enkele zetel krijgt.

### Voorbeeld
In een kiesdistrict worden vijf zetels verkozen.
| Kandidaat (partij) | Aantal stemmen | Verkozen? |
| ------------------ | -------------- | --------- |
| Anton (A)          | 6600           | Ja        |
| Bernard (C)        | 2400           | Ja        |
| Cornelis (B)       | 2300           | Ja        |
| Dirk (B)           | 2200           | Ja        |
| Eduard (B)         | 2100           | Ja        |
| Ferdinand (D)      | 1900           | Nee       |
| Gerard (D)         | 1800           | Nee       |
| Hendrik (D)        | 1700           | Nee       |
| Izaak (D)          | 1600           | Nee       |
| Jan (A)            | 200            | Nee       |

Als bovenstaande voorbeeld zou worden beschouwd als een verkiezing van volstrekt individuele kandidaten, waarbij partijlidmaatschap niet of nauwelijks relevant is, dan kan het stelsel rechtvaardig genoemd worden in de zin dat de vijf populairste kandidaten een zetel toegewezen krijgen.
Als men echter uitgaat van een partijpolitieke verkiezing waarbij de kandidaten meer gezien worden als partijvertegenwoordigers, dan kan dit kiessysteem als zeer onrechtvaardig worden beschouwd. Partij D haalt de meeste stemmen (7000) maar krijgt geen zetels, terwijl partij B met 6600 stemmen drie zetels weet te bemachtigen.

## Toepassing
De enkele niet-overdraagbare stem werd in het verleden gebruikt voor het verkiezen van de parlementen van Japan, Zuid-Korea en Taiwan. In Japan wordt het nog steeds gebruikt voor het verkiezen van de volksvertegenwoordigers van de prefecturen en gemeenten. Ook een deel van het Japanse Hogerhuis wordt verkozen volgens de enkele niet-overdraagbare stem.
Binnen een stelsel van evenredige vertegenwoordiging kan de enkele niet-overdraagbare stem worden gebruikt om zetels binnen de lijst toe te wijzen. Men spreekt dan van evenredige vertegenwoordiging met volledig open lijsten of vrije lijsten. Dit kent men o.a. in Finland en Zwitserland. De kandidaten krijgen zetels toegewezen op volgorde van het aantal stemmen dat ze individueel hebben behaald. De positie van de kandidaat op de lijst speelt dan geen rol in de toebedeling.

## Limited vote
Een variant op dit stelsel, waarbij kiezers meer dan één stem hebben maar minder dan het aantal te verkiezen zetels, wordt in het Engels limited vote genoemd. Limited vote vertoont vooral sterke overeenkomsten met de enkele niet-overdraagbare stem als het maximum aantal uit te brengen stemmen dichter bij de één dan bij het aantal te verkiezen zetels ligt.